# La Vie privée de Sherlock Holmes
Pour plus de détails, voir Fiche technique et Distribution.
La Vie privée de Sherlock Holmes (The Private Life of Sherlock Holmes) est un film britannique sorti en 1970 écrit, réalisé et dirigé par Billy Wilder en collaboration avec I. A. L. Diamond. Il se distingue par sa séparation du personnage de Holmes tel qu'il est « dans la vraie vie » de celui dépeint par Watson dans les récits qu'il écrit pour The Strand Magazine. Il traite de la possible homosexualité de Sherlock Holmes, de ses relations difficiles avec les femmes, de sa consommation excessive de drogues et de l'échec répété de ses pouvoirs de détective.

## Synopsis
Le film débute par une narration hors champ du docteur Watson, alors qu'on montre à l'écran une vieille malle en fer-blanc qu'il a léguée à ses héritiers. L'ouverture de celle-ci révèle des manuscrits inédits des aventures de son célèbre ami détective Sherlock Holmes, qu'il dit avoir décidé de ne pas publier plus tôt car il s'agit d'affaires « plus délicates et parfois même de nature scandaleuse ». Dans ce cas-ci, le film traite de deux affaires différentes.
La première affaire, beaucoup plus courte que la deuxième, débute en août 1887, au 221B Baker Street, alors que Holmes (Robert Stephens) et Watson (Colin Blakely) reviennent du Yorkshire après leur dernière aventure. Ils y sont accueillis par Mrs Hudson, leur logeuse. Holmes et Watson épluchent le courrier reçu en leur absence, découvrant entre autres un exemplaire de The Strand Magazine dans lequel est paru le récit de leur affaire précédente. Ceci provoque une discussion sur la tendance de Watson à tout exagérer au sujet du célèbre détective, de sa taille à ses habits et même ses prouesses au violon. Ils découvrent aussi une invitation à une représentation du célèbre Ballet impérial russe. Watson insiste auprès d'Holmes pour qu'ils s'y rendent, ce qu'accepte ce dernier de mauvaise grâce.
Pendant le spectacle, le directeur du Ballet impérial russe, Nikolaï Roghozin (Clive Revill), les invite à venir en coulisses à la fin de celui-ci. Il s’avère qu’à l’origine de cette mystérieuse invitation se trouve Madame Petrova (Tamara Toumanova), célèbre danseuse étoile du Ballet. Elle est sur le point de prendre sa retraite et souhaite avoir un enfant. Elle propose à Holmes un violon Stradivarius en échange de sa paternité. Holmes, ne sachant comment refuser, explique qu’il n’est pas particulièrement friand des femmes, déclare que Watson est son amant secret, puis quitte la fête qui a lieu à la fin du spectacle où s'amuse Watson avec des danseuses du Ballet. Watson se retrouve soudainement entouré de danseurs qui lui manifestent un intérêt clair, plutôt que de danseuses. Rogozhin lui révèle ce qu'a affirmé Holmes. Furieux, Watson quitte la fête et rentre au 221B Baker Street pour retrouver Holmes. Il l'accuse d'avoir répandu une rumeur terrible à son sujet, sans penser aux conséquences. Holmes affirme qu'il a seulement voulu ne pas blesser Madame Petrova en refusant son offre. Après un échange mouvementé sur les possibles retombées sociétales de cette rumeur, Watson réalise qu'il n'a jamais vu Holmes en compagnie d'une femme. Quand il tente de le questionner sur le sujet, Holmes refuse de répondre et se retire dans sa chambre pour la nuit. Ceci clôt la première partie du film.
La deuxième histoire débute lorsqu'un soir, un cocher amène à leur domicile une jeune femme amnésique (Geneviève Page) qu'il a repêchée dans la Tamise, où elle se noyait. Elle n'avait sur elle qu’un carton détrempé avec leur adresse. Holmes et Watson l'examinent et découvrent qu'elle est Belge, de Bruxelles, et qu'elle a été frappée à la tête. Dans la nuit, elle se lève et prend Holmes pour son mari, Émile. Elle se précipite dévêtue dans ses bras. Holmes profite de l'occasion pour obtenir des informations sur l’emplacement de la valise de la jeune femme, qui est manquante. Après avoir été séduit par celle-ci, il installe la jeune femme dans son lit. Le lendemain matin, il revient au 221B Baker Street avec la valise, dont l’ouverture confirme ses premières déductions au sujet de la jeune femme. À son réveil, celle-ci a recouvré la mémoire, déclare s'appeler Gabrielle Valladon et demande à Holmes d'enquêter sur la disparition de son mari, Émile Valladon, un ingénieur parti travailler au Royaume-Uni, dont elle reste sans nouvelles depuis peu. Watson est enchanté de cette nouvelle affaire, mais Holmes se montre peu enthousiaste à l'idée de devoir cohabiter avec une femme. Il accepte cependant de s’occuper de l’affaire pour se débarrasser d'elle au plus vite.
Au cours de ses investigations, Holmes reçoit une invitation au club Diogène de la part de son frère Mycroft Holmes (Christopher Lee), agent gouvernemental haut placé. Ce dernier tente de le dissuader de poursuivre ses recherches, prétextant un secret d'état. Une indiscrétion de Mycroft révèle à Holmes où pourrait se trouver Émile Valladon : en Écosse. Holmes décide de poursuivre l’enquête, qui les mène aux abords du Loch Ness. Pour l’occasion, Holmes et Gabrielle deviennent mari et femme en voyage touristique à la découverte des châteaux écossais, Watson prétendant être leur valet. Dans le train qui les mène en Écosse, Holmes et Gabrielle discutent de la misogynie de Holmes. Watson rencontre un groupe de moines silencieux qui étudient le livre de Jonas, un livre de la Bible.
Dans un cimetière écossais, ils découvrent le cercueil d’Émile Valladon, enterré avec trois canaris blanchis. Ils finissent par découvrir dans un château médiéval au bord du Loch Ness une base secrète où on développe une nouvelle arme, un sous-marin camouflé en monstre du Loch Ness. L'entreprise Jonas est en réalité la couverture d'un projet top secret du gouvernement britannique, le projet Jonas, dirigé par Mycroft, qui invite Sherlock à visiter la base. Mycroft lui explique tous les détails du projet, sur lequel travaillait Émile Valladon et la cause de sa mort accidentelle. Il lui révèle également que Gabrielle Valladon n'est pas celle qu'elle prétend être, mais qu’elle est une espionne au service de l'empire prussien, intéressé par la nouvelle arme secrète, et que les qualités de détective de Holmes ont été utilisées pour conduire sur les lieux des agents ennemis.
La reine d'Angleterre, Victoria, vient visiter la base pour donner son accord au projet. Elle se montre toutefois plutôt enchantée par la possibilité d'observer les jolis fonds marins à l'aide du submersible, semblant ne pas réaliser qu’il avait été développé comme arme. Offensée à l’idée d’attaquer des ennemis sans brandir les couleurs du drapeau du Royaume-Uni et sans aucune annonce ou préavis, ce qu’elle trouve déloyal, elle interdit sa construction et ordonne la destruction du prototype. Holmes aide Mycroft à se débarrasser du prototype et des agents prussiens en même temps, qui coulent avec le sous-marin saboté qu'ils croyaient avoir pu voler sans problème. À leur hôtel, Holmes fait comprendre à Gabrielle qu'il sait qui elle est. Elle lui révèle qu'elle a choisi cette mission pour le rencontrer. Après son arrestation, Holmes se débrouille pour qu'elle ne soit pas exécutée, suggérant à Mycroft qu'elle soit échangée contre un agent britannique alors aux mains des Prussiens. Gabrielle, sachant que Holmes la regarde partir, utilise son ombrelle pour lui coder en morse le message « Auf wiedersehen! ».
De retour chez eux, un matin, Holmes ouvre une lettre du club Diogène qui lui est adressée. Son contenu semble le bouleverser. Watson la lit à son tour. Mycroft y écrit que Gabrielle a été exécutée au Japon comme espionne où elle était repartie en mission. Elle y portait comme nom de couverture celui que Holmes avait choisi pour leur fausse identité de mari et femme. Le détective s'enferme dans sa chambre avec sa seringue. Watson se met à sa table d'écriture pour y commencer la narration de la vie privée de Sherlock Holmes.

## Fiche technique
- Titre original : The Private Life of Sherlock Holmes
- Titre français : La Vie privée de Sherlock Holmes
- Réalisation : Billy Wilder et I. A. L. Diamond
- Scénario : Billy Wilder et I. A. L. Diamond, d'après les personnages créés par Sir Arthur Conan Doyle
- Musique : Miklós Rózsa
- Direction artistique : Tony Inglis
- Décors : Alexandre Trauner
- Costumes : Julie Harris
- Photographie : Christopher Challis
- Son : Roy Baker
- Montage : Ernest Walter
- Chorégraphie : David Blair
- Production : Billy Wilder
- Production associée : I. A. L. Diamond
- Société de production : Phalanx Productions, Mirisch Films Limited, Sir Nigel Films
- Société de distribution : United Artists Corporation
- Affiche : Robert McGinnis
- Pays de production :  États-Unis,  Royaume-Uni
- Langues originales : anglais, russe, français, allemand
- Format : couleur (DeLuxe) — 35 mm — 2,35:1 (Panavision) — son Mono
- Genre : policier, film d'aventures, comédie
- Durée : 125 minutes
- Dates de sortie :
  - Royaume-Uni : 3 décembre 1970
  - États-Unis : 19 octobre 1970

## Distribution
- Robert Stephens (VF : Marc Cassot) : Sherlock Holmes
- Colin Blakely (VF : Albert de Médina) : le docteur Watson
- Geneviève Page (VF : elle-même) : Gabrielle Valladon / Ilse von Hoffmanstal
- Christopher Lee (VF : Raymond Loyer) : Mycroft Holmes
- Irene Handl (VF : Hélène Tossy) : Mme Hudson
- Clive Revill (VF : Serge Nadaud) : Rogozhin
- Tamara Toumanova : Mme Petrova
- George Benson : l'inspecteur Lestrade
- Catherine Lacey : la vieille dame en chaise roulante
- James Copeland : le guide du château
- Robert Cawdron : le gérant d'hôtel
- Mollie Maureen (VF : Henriette Marion) : la reine Victoria
- Michael Balfour (VF : Georges Atlas) : le cocher
- Peter Madden : von Tirpitz
- Michael Elwyn : Cassidy
- Stanley Holloway : le premier fossoyeur
- Eric Francis : le second fossoyeur
- Graham Armitage : Wiggins
- Kynaston Reeves : un vieil homme (non crédité)

## Production

### Casting
Au départ, Billy Wilder désirait comme acteurs Peter O'Toole en Holmes et Peter Sellers en Watson. Il a ensuite préféré donner le rôle de Holmes à Nicol Williamson. Finalement, Robert Stephens et Colin Blakely furent choisis. Christopher Lee fut choisi pour le rôle de Mycroft Lee après que les problèmes de santé de George Sanders, qui devait tenir le rôle, l'empêchèrent de participer au film.
Christopher Lee interprète les deux frères Holmes dans la même décennie : il joue ici Mycroft, huit ans après avoir joué son frère Sherlock dans le Collier de la Mort de Terence Fisher et Frank Winterstein.

### Relation avec le matériel original
Les affaires qui sont présentées dans le film ne sont pas des adaptations de nouvelles d'Arthur Conan Doyle. Billy Wilder et I. A. L. Diamond ont plutôt choisi de créer de toutes pièces des nouvelles aventures pour le détective, en s'inspirant de certaines de ses vraies aventures. Ainsi, The Case of the Missing Husband est vaguement inspiré de Les Plans du Bruce-Partington, qui a comme sujet le vol d'un sous-marin. Wilder étant un grand fan de l’œuvre de Conan Doyle lui-même, on retrouve aussi des références à d'autres de ses titres au travers du film. Les expériences sur le tabac que conduit Holmes au début du film sont présentes dans Le Signe des quatre et dans Le Mystère du val Boscombe, tandis qu'une pompe hydraulique est un élément clé du Pouce de l'ingénieur. Ilse von Hoffmanstal est quant à elle inspirée du personnage d'Irène Adler de Un scandale en Bohême.

### Scènes coupées
Initialement, le film devait comporter quatre affaires différentes, dans l'ordre suivant :
- The Adventure of the Upside-Down Room : le cadavre d'un vieil homme asiatique est retrouvé dans une chambre louée dont tous les meubles ont été cloués au plafond. En examinant l'étrange scène de crime et en posant à Watson des questions très précises, Holmes en déduit correctement que Watson a créé l'affaire de toutes pièces avec un cadavre provenant de la morgue, dans une tentative d'alléger l'ennui dont souffre Holmes entre deux affaires, qui le conduit à consommer de la cocaïne[3]. L'inspecteur Lestrade y fait aussi une apparition, où il se fait ridiculiser par Holmes ;
- The Dreadful Business of the Naked Honeymooners : deux corps sont trouvés dans le lit d'une cabine de paquebot. Watson se porte volontaire pour mener l'enquête, tentant d'impressionner Holmes par ses pouvoirs de déduction. Il s'avère que les cadavres n'en sont pas, mais qu’il s’agit plutôt d’un couple en voyage de noces resté endormi toute la journée après une nuit de passion folle. Watson réalise à son grand dépit qu'il a amené Holmes dans la mauvaise cabine[3] ;
- The Singular Affair of the Russian Ballerina : celle-ci fait figure de première partie du film final ;
- The Case of the Missing Husband : celle-ci fait figure de deuxième partie du film final.

Il devait aussi y avoir un prologue avec le petit-fils du docteur Watson qui réclame son héritage, ainsi qu'un flashback sur la jeunesse de Holmes devant expliquer son aversion pour les femmes (The Adventure of the Dumbfounded Detective). Cette séquence concerne sa période comme étudiant à l'Université d'Oxford, où ses coéquipiers de l'équipe d'aviron organisent une loterie où le gagnant pourra coucher avec une prostituée. Holmes, sacré gagnant, hésite à réclamer cette récompense, car il a le béguin pour une jeune fille qu'il a croisée en ville. Il est dévasté en réalisant que la prostituée est en fait la jeune fille en question. Le script original, de 260 pages, prévoyait un entracte pendant le film et une durée totale de 160 minutes.
À une avant-première du film au théâtre Lakewood, près de Long Beach, CA, organisée par United Artists Corporation, la société de distribution du film, on assiste à des résultats désastreux. Après la fin de chaque segment, de plus en plus de spectateurs quittent la salle, avant même la fin du film. Walter Mirisch et d'autres représentants des studios font pression auprès de Wilder pour qu'il coupe au montage au moins une heure et demie. Deux des affaires, le flashback et une bonne partie du prologue sont donc coupés au montage.

### Direction de Wilder
Billy Wilder s'est avéré être un directeur très éprouvant pour Robert Stephens. Il passait des heures à faire répéter à Stephens des scènes afin d'explorer toutes les façons possibles de les mettre en scène, ce qui durait bien après que Stephens se sentait prêt à filmer la scène en question. Stephens lui-même n'était pas satisfait de la façon dont il avait joué dans chacune des scènes, convaincu d'être en train de donner une performance de second rang. Arrivé à la moitié du tournage, il s'est effondré d'épuisement et de tension. Déprimé, il a fait une tentative de suicide en avalant une poignée de somnifères avec une rasade de scotch. Elle fut infructueuse. Les nouvelles de cette tentative ont contrarié Wilder, qui a admis à contre-cœur avoir trop poussé Stephens. Il a promis à celui-ci d'aller plus lentement pour le reste du tournage. Cependant, selon Stephens, à son retour, tout était exactement pareil et le studio de production a passé l'affaire sous silence auprès des médias, prétendant que Stephens était simplement fatigué et au repos. La période de convalescence de Stephens après sa tentative de suicide est une des raisons pour laquelle la période prévue de tournage du film est passée de dix-neuf à vingt-neuf semaines.

### Dans la culture populaire
Un des accessoires du film, un faux monstre du loch Ness, qui y a coulé lors du tournage par la faute de Billy Wilder, a brièvement contribué à perpétuer la légende dudit monstre, sa forme immergée ayant été repérée à 180 mètres de fond par sonar,.

## Accueil critique
Peter Ohlin, de Sight and Sound, décrit le film comme brillant dans sa satire du personnage de Holmes et dans son ambiguïté, mais aussi froid et dépourvu d'intérêt. Il souligne aussi qu'à la différence des récits de Conan Doyle, il est impossible de réellement vivre l'histoire au travers du regard du docteur Watson, dont nous sommes séparés par sa présence en tant que personnage à part entière dans les péripéties. John Coleman, du New Statesman, le qualifie d'un des films les plus agréables de Wilder, un hommage où cohabitent comédie et attendrissement, tout en restant très ambigu dans ses allusions à la vie privée de Holmes (en particulier, sa sexualité et sa relation avec Watson).
Richard Combs, du Monthly Film Bulletin, fait remarquer les libertés artistiques qu'ont prises Wilder et Diamond dans leur écriture de Holmes et Watson comme personnages. Holmes décrit en effet ses caractéristiques habituelles (le célèbre accoutrement de détective, avec cape, chapeau et pipe, ses capacités au violon et ainsi de suite) comme étant des inventions de Watson, sous-entendant que le Holmes de Conan Doyle n'est lui aussi qu'exagérations. Combs ne voit pas d'ambiguïté à l'homosexualité de Holmes dans le film, qu'il traite comme non discutable.
Bien que le film soit un flop au box-office américain, n'engrangeant que 1,5 million de dollars de profits contre presque 10 millions de dollars de budget, il est généralement considéré comme un classique au Royaume-Uni, où il a été très populaire.
Il est aussi décrit comme étant un des, sinon le plus beau, film visuellement parlant de Billy Wilder.
En 2002, Peter Bradshaw de The Guardian décrit le film comme étant encore drôle et agréable à regarder, même trente-deux ans après sa sortie initiale.

## Analyse

### Misogynie de Holmes
Ilse von Hoffmanstahl, ou Gabrielle Valladon, est calquée sur Irène Adler, l'adversaire du Holmes de Conan Doyle dans Un scandale en Bohême. Dans cette nouvelle, Irène Adler parvient à déjouer Holmes à tous les coups, s'enfuyant même d'Angleterre avant qu'il puisse révéler aux autorités qu'elle tentait de faire chanter le roi de Bohême. Pour Sherlock Holmes, Irène Adler est « the woman », comme le dit la première phrase de la nouvelle où elle figure, et Valladon se veut son équivalent filmographique. La deuxième partie du film, où Gabrielle Valladon fait son entrée en scène, est d'ailleurs décrite par voice-over par Watson comme « his one and only involvement with a woman ».
Sa misogynie est aussi abordée par différentes lignes de dialogue dans le film :

« I don't dislike women; I merely distrust them.
Women are not to be trusted; not the best of them—a twinkle in the eye, and the arsenic in the soup. »

— Holmes à Watson, La Vie privée de Sherlock Holmes.
Pour Holmes, comme il l'explique à Gabrielle, le plus grand danger d'une femme est sa capacité à trahir. Il trouve aussi que les attachements romantiques avec les femmes n'amènent que des émotions embarrassantes, qui entravent le sens de la logique nécessaire à une déduction, ce qu'il hurle à Gabrielle pour qu'elle cesse de pleurer après la mort de son mari. Le flashback sur la jeunesse de Holmes désiré par Wilder aurait servi à davantage explorer les causes de cette misogynie.

### Homosexualité
La mention de l'homosexualité de Holmes apparaît pour la première fois dans son dialogue avec Mme Petrova. Lorsque Roghozin dit à Holmes que le premier choix de Mme Petrova comme père de son enfant était Tchaïkovski, il lui explique aussi que celui-ci a décliné l'offre car « les femmes n'étaient pas sa tasse de thé ». Holmes répond que Tchaïkovski n'est pas un cas isolé, ce qui mène un Roghozin surpris à le questionner sur la nature de sa relation avec Watson, lui demandant si le bon docteur serait sa tasse de thé, ce à quoi Holmes répond de façon cryptique. À une autre occasion survient le dialogue suivant, qui est aussi ambivalent sur l'orientation sexuelle de Holmes :

« Watson: I hope I'm not being presumptuous, but there have been women in your life?
Holmes: The answer is yes—you are being presumptuous. »

Billy Wilder avait l'intention de faire de son Sherlock un homosexuel encore dans le placard, qui a recours à la drogue pour combler le vide émotionnel qu'il ressent dans une société qui ne l'accepte pas. Wilder a choisi Robert Stephens pour jouer Holmes car il trouvait que Stephens a une apparence homosexuelle. Stephens lui-même a dans le film un jeu d'acteur que certains critiques qualifient d'efféminé, renforçant le queer coding de son personnage. Cependant, le fils de Conan Doyle, Adrian, responsable du patrimoine de son père, n'était pas d'accord pour que Holmes soit représenté comme homosexuel. Wilder a donc dû modifier son script afin de rendre indétectable sur papier les allusions à cette possibilité.
Accessoirement, le film fait référence à l'homosexualité masculine dans le monde du ballet russe dans cette conversation de Roghozin avec Watson :

« R: You don't have to pretend. Mister Holmes told us everything about you and him.
W:  About me and him?
R: Come now, no need to be bashful. We are not bourgeois. Maybe between doctors and detectives is unusual, but in ballet, is very usual.
W: What is?
R:Caprice of Mother Nature. »

Ce « caprice de Mère Nature » est la façon dont Holmes désigne l'homosexualité dans sa conversation avec Roghozin. L'homosexualité masculine a de très célèbres représentants dans le monde du ballet russe, comme Rudolf Noureev et Serge de Diaghilev.

#### Ambivalence
Pour l'historien du cinéma Richard Valley, il est indéniable que le film reste très ambivalent au sujet de la sexualité de Holmes. Bien que Wilder laisse sous-entendre que Holmes est homosexuel, Holmes lui-même ne le dit jamais à haute voix et reste fasciné par Ilse au cours de l'affaire. Plusieurs scènes démontrent cette ambivalence, dont les suivantes :
- lorsque Watson fait face à Holmes au sujet de sa déclaration quant à leur statut de compagnons romantiques, il répond qu'il a simplement inventé la chose pour ne pas blesser Mme Petrova. Comme aucun indice ne pourrait mener à une telle conclusion dans la scène où il fait cette affirmation, c'est au choix du spectateur de croire oui ou non en cette affirmation[1] ;
- lorsque Holmes voit Gabrielle nue, il n'a aucune réaction et reste totalement imperturbable. Ceci peut être soit interprété comme une surprise bien cachée, soit comme un désintérêt total[1] ;
- le lendemain de cette soirée-là, lorsque Watson trouve Gabrielle nue dans le lit de Holmes, il est choqué à l'idée que celui-ci ait pu abuser d'elle, Gabrielle étant dans un état vulnérable la veille. Lorsqu'il confronte Holmes à ce sujet, celui-ci rétorque avec un ton blagueur qu'il a bel et bien abusé d'elle et a ainsi pu réussir à localiser sa valise. À nouveau, aucune scène ne montrant Holmes au lit avec Gabrielle et celui-ci ayant bel et bien profité de son état confus afin d'extraire d'elle des renseignements quant à l'emplacement de sa valise, c'est au spectateur de décider si Holmes et Gabrielle ont passé la nuit ensemble ou non[1] ;
- la révélation de l'identité secrète de Ilse donne deux explications possibles : Holmes s'est laissé charmer par son intellect et sa beauté et désirait vraiment mener à terme l'enquête pour elle, ou il le faisait par un si pur désintérêt qu'il n'a pas porté réellement attention à qui elle était en réalité et était uniquement motivé par l'envie qu'elle quitte sa compagnie[1] ;
- la réaction de Holmes à la lecture de la lettre annonçant la mort d'Ilse peut aussi bien être une réaction de chagrin face à la perte d'une personne aimée de manière romantique, que celle face au décès d'une personne que Holmes respectait et croyait avoir tiré d'affaire, que celle face au décès d'une personne avec qui on entretient une relation platonique et amicale[1].

Ainsi, un spectateur qui perçoit Holmes comme hétérosexuel fera l'expérience de cette première partie du film sous cette perspective, tandis qu'un spectateur le percevant comme homosexuel aura la perspective opposée. Les choses se compliquent lors de la deuxième partie du film, où les allusions à une ancienne fiancée ne laissent au camp homosexuel que le jeu d'acteur de Robert Stephens.

#### Watson et Holmes
La potentielle relation romantique de Watson et Holmes est suggérée par la déclaration de Holmes à ce sujet vis-à-vis de Mme Petrova au début du film. Cependant, le reste du film laisse entendre qu'elle n'était qu'une excuse pour se débarrasser de la danseuse insistante. Il s'agit de queerbaiting. Ce n'est pas la première fois que cette paire de personnages est ainsi présentée. La série télévisée Sherlock, dont les créateurs et auteurs Steven Moffat et Mark Gatiss ont d'ailleurs déclaré avoir été inspirés par ce film, a reçu les mêmes critiques quant à sa représentation de la relation entre les deux hommes, en particulier dans ses deux premières saisons.
Dans les scènes supprimées, Wilder élaborait davantage les nuances de cette liaison potentielle. Ainsi, dans The Mysterious Case of the Upside-Down Room, Watson et Holmes se disputent au sujet de la consommation répétée de drogues par Holmes. Ce qui ressemble à une rupture imminente entre les deux hommes incite Mrs Hudson à déclarer « I once went through a divorce myself », assimilant ainsi les conditions de vie des deux hommes à celles d'un couple marié. Au cours de la même dispute, Watson accuse Holmes de seulement vivre avec lui pour avoir un approvisionnement constant en narcotiques, ce à quoi Holmes répond « Now Watson, you mustn't underestimate your many other charms ». Il ne parvient qu'à calmer complètement Watson en déclarant « in my cold and unemotional way I am very fond of you ».